# Niala Collazo Hidalgo-Gato
Niala Collazo Hidalgo-Gato (Playa, Cuba, el 12 de agosto de 1983) es una Maestro Internacional Femenino de ajedrez cubana que actualmente representa a España.

## Estudios
Niala Collazo Hidalgo-Gato tiene una Maestría en Diseño gráfico y Web.

## Torneos nacionales
Fue campeona infantil de Cuba en 1996. Fue campeona juvenil de Cuba en 2000 y ganó en el 2001 el Campeonato Continental Juvenil, en Guaymallén, Argentina. Fue subcampeona de Cuba en 2003.

## Torneos abiertos
En 2002 campeona del Torneo Internacional Guanabacoa, Cuba. En 2002 campeona del Torneo Internacional ISLA, Cuba. En 2003 campeona del Torneo Internacional Ciudad de las Burgas, Orense, España y campeona del Torneo Internacional Collado Villalba, Madrid, España. En 2004 campeona del Torneo Internacional Concello de Ortigueira, La Coruña, España.